# Omelette à la flamande
 (juillet 2025).
Pour plus de détails, voir Fiche technique et Distribution.
Omelette à la flamande est un film belge de court-métrage réalisé par Hans Herbots et sorti en 1995.
Ce film est une parodie politique qui fait jouer des acteurs tels que Hubert Damen, Eric van der Donk, Dimitri Leue, Jenny Tanghe.

## Synopsis
Une armée privée néerlandaise envahit la Flandre pour former une nation néerlandophone.